# 張広建
張 広建（ちょう こうけん）は清末民初の政治家、軍人。民国初期の数年間に甘粛省を統治した。北京政府、安徽派の要人である。字は勲伯。

## 事績
清末に候補知県となり、1911年（宣統3年）の辛亥革命の際には、山東布政使兼管漕運事宜に任命され、後に山東巡撫兼提督となった。1912年（民国元年）3月、山東都督に就任した。同年12月、京兆府尹に異動する。1914年（民国3年）3月、甘粛都督兼民政長に就任し、以後6年に渡り甘粛省を統治することになった。
1915年（民国4年）に袁世凱が皇帝に即位すると、張広建は一等子爵に封じられた。翌1916年（民国5年）6月の袁死後、張は安徽派に属した。1920年（民国9年）の安直戦争で安徽派が敗北すると、張も下野している。以後は天津の租界に隠棲した。日中戦争（抗日戦争）期には故郷の合肥に在ったが、親日政権への参加を日本側から求められて拒絶したため、迫害を受ける。その後、逃亡を図ったが、途中で病没した。享年75。

## 注
1. ↑  林世田・劉波「国家珍貴古籍特展：跨越千年的対話」による。徐友春主編『民国人物大辞典 増訂版』1873頁は1867年（清同治6年）としている。